# Коринчук, Елена Николаевна
Елена Николаевна Коринчук  (укр. Олена Миколаївна Корінчук; род. 02.08.1991) — украинская спортсменка в конькобежном спорта, входит в сборную Украины по шорт-треку.

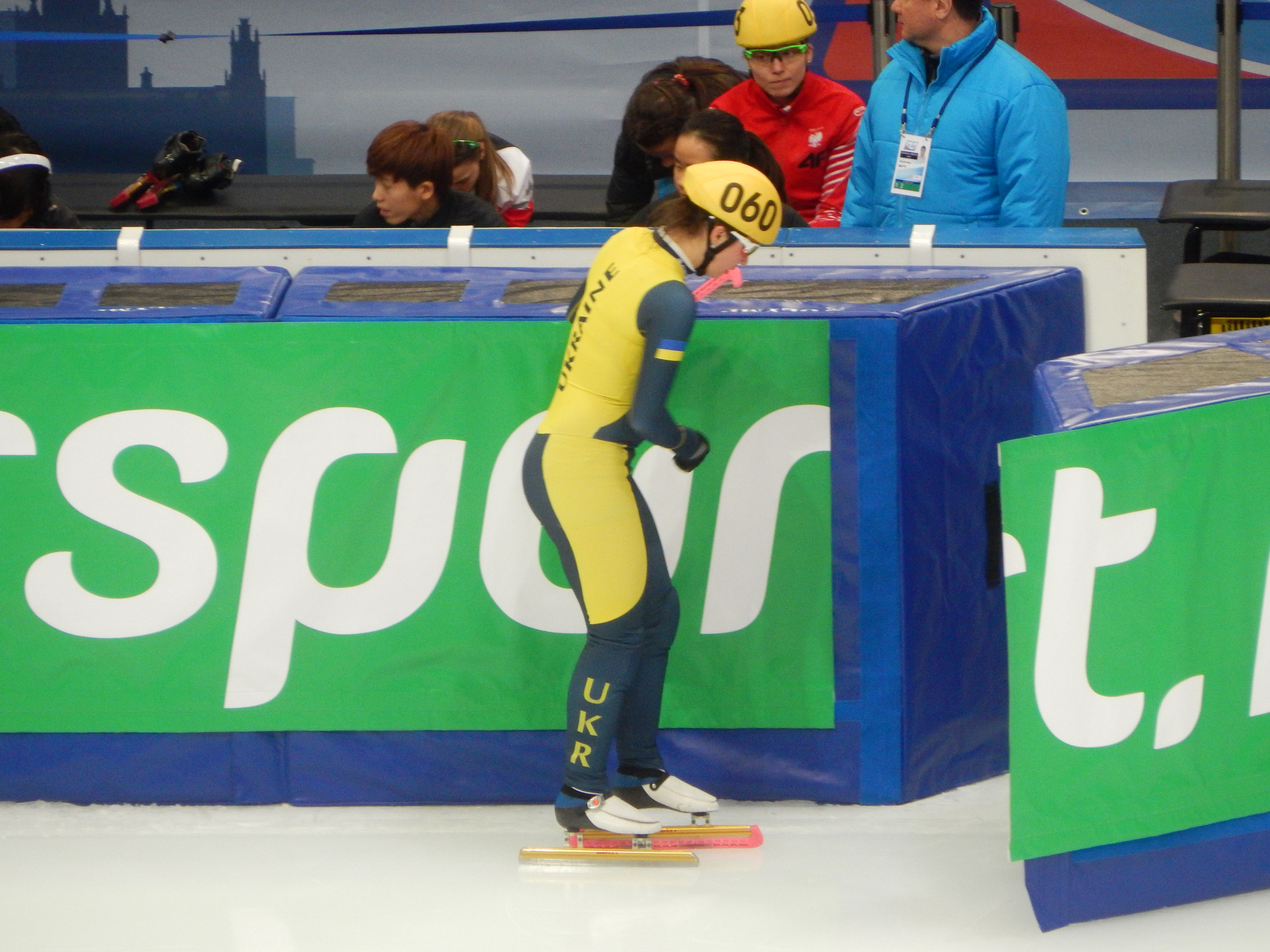
А. Коринчук на Чемпионате мира по шорт-треку 2015 года в Москве. Квалификационный раунд, 1 забег, 1000 м, женщины.

Участница чемпионате мира по шорт-треку 2015 в Москве, чемпионата Европы по шорт-треку 2014, Универсиады-2013,2015
Из-за травмы (двойной перелом ноги) — не участвовала в ЧМ-2013.
На этапе Кубке мира-2013 в Калгари установила рекорд Украины на 1000 м — 1.33,267, побив достижение харьковчанки Ольги Соломатиной.
Тренер — Елена Мягких, участница Олимпиады в Солт-Лейк-Сити-2002.